# 多薩
多薩是南印度的一种饼，用豆和米混合麵糊制成。一般和桑巴湯同时食用。

## 起源
其确切起源成谜，历史学家P. Thankappan Nair认为其起源于今日的卡纳塔克邦的乌杜皮，而食物历史学家K. T. Achaya则根据文献，认为其早在1世纪左右的古代泰米尔国家便有出现。